# Trường trung học Apgujeong
Trường trung học Apgujeong (tiếng Hàn: 압구정고등학교) là một trường trung học công lập nằm ở Seoul, Hàn Quốc. Trường được thành lập vào năm 1987 với tên gọi Trường Trung học Gujeong (구정고등학교), và đổi tên thành Trường Trung học Apgujeong vào ngày 1 tháng 9 năm 2009.